# مورين هاورد
مورين هاورد (بالإنجليزية: Maureen Howard)‏‏ (28 يونيو 1930 في بريدجبورت، كونيتيكت - 13 مارس 2022) روائية، وكاتبة سير ذاتية من الولايات المتحدة.

## الجوائز
- زمالة غوغنهايم